# Simon Matthäus von Rosenhand
Simon Matthäus von Rosenhand, auch Simon Matthaeus, Simon Mathaei oder Simon Rosenhand, (* 31. Mai 1613 in Stralsund; † 1. Juni 1668 in Stettin) war Regierungsrat in Schwedisch-Pommern.

## Leben
Simon Mathaeus war der Sohn des Stralsunder Ratsverwandten Nicolaus Mathaeus († 1629 an der Pest) und der Catharina Tessin († 1632), Tochter des Ratsverwandten Nicodemus Tessin. Er wurde 1636 Sekretär bei der schwedischen Rentkammer in Pommern und 1639 Referendar in der von den Schweden eingesetzten Regierung für Pommern. 1641 wurde er Archivar im Archiv der Regierung. Ab 1644 diente er dem Prinzen und späteren König Karl X. Gustav als Geheimsekretär. 1647 wurde ihm der Titel Geheimrat verliehen.
Im selben Jahr wurde er Assistenzrat bei der schwedischen Regierung in Pommern. Am 21. Februar 1648 wurde er durch die Königin Christina in den schwedischen Adelsstand erhoben. Im Namen des Königs Karl X. Gustav nahm er 1654 die Huldigung der Landstände Hinterpommerns entgegen. 1655 wurde er zum Regierungsrat ernannt. Er nahm 1662 seinen Abschied.
Simon Matthäus von Rosenhand besaß die Güter Venzvitz auf Rügen und Börkeholm (Björkholm). Er starb 1668 und wurde in der Stettiner Jakobikirche beigesetzt.

## Familie
Simon Mathaeus heiratete 1647 Catharina Regina Schlegel (1628–1663), eine Tochter des Daniel Schlegel, Kammer- und Ökonomierat in Pommern, und der Barbara Simons. Die beiden hatten drei Töchter und zwei oder drei Söhne, von denen nur Daniel Nikolaus den Vater überlebte. Mit ihm starb das Adelsgeschlecht von Rosenhand in der männlichen Linie aus.